# Periodo della Confederazione
Il periodo della Confederazione fu un periodo della storia degli Stati Uniti che si svolse negli anni '80 del XVIII secolo, dopo la Rivoluzione Americana e prima della ratifica della Costituzione degli Stati Uniti.
Nel 1781 gli Stati Uniti ratificarono gli Articoli della Confederazione e Perpetua Unione e vinsero la battaglia di Yorktown, l'ultima grande battaglia terrestre tra le forze continentali britanniche e americane nella Guerra d'indipendenza americana. L'indipendenza americana fu confermata con la firma del Trattato di Parigi nel 1783.
I neonati Stati Uniti dovettero affrontare diverse sfide, molte delle quali derivavano dalla mancanza di un forte governo nazionale e di una cultura politica unificata. Il periodo si concluse nel 1789 con la ratifica della Costituzione degli Stati Uniti, che istituì un nuovo governo nazionale più potente.
Gli Articoli della Confederazione stabilirono una confederazione debole di stati con un governo centrale poco influente. Un'assemblea di delegati agiva per conto degli stati che rappresentavano. Questo organismo unicamerale, ufficialmente chiamato "Stati Uniti riuniti in Congresso", aveva poca autorità e non poteva realizzare nulla in modo indipendente dagli stati. Non disponeva né di un capo dell'esecutivo né di un sistema giudiziario. Il Congresso non aveva il potere di imporre tasse, regolare il commercio estero o interstatale, né negoziare efficacemente con le potenze straniere. La debolezza del Congresso si autoalimentava, poiché le principali figure politiche dell'epoca prestavano servizio nei governi statali o in missioni all'estero. L'incapacità del governo nazionale di affrontare le sfide che gli Stati Uniti dovevano fronteggiare portò a richieste di riforma e a frequenti discussioni sulla secessione.
Il Trattato di Parigi lasciò agli Stati Uniti un vasto territorio che si estendeva dall'Oceano Atlantico al fiume Mississippi. Il popolamento dei territori transappalachiani si rivelò difficile, in parte a causa della resistenza dei Nativi Americani e delle potenze straniere vicine, Gran Bretagna e Spagna. I britannici si rifiutarono di evacuare i territori statunitensi, mentre gli spagnoli sfruttarono il loro controllo sul fiume Mississippi per ostacolare l'insediamento occidentale. Nel 1787, il Congresso approvò la Northwest Ordinance, che stabilì un importante precedente creando il primo territorio organizzato sotto il controllo del governo nazionale.
Dopo il fallimento degli sforzi del Congresso di emendare gli Articoli, numerosi leader nazionali si incontrarono a Filadelfia nel 1787 per stabilire una nuova costituzione. La nuova costituzione fu ratificata nel 1788 e il nuovo governo federale iniziò a riunirsi nel 1789, segnando la fine del periodo della Confederazione.